# Джон Рабе
Джон (Йон) Рабе (23 листопада 1882 — 5 січня 1950) — німецький бізнесмен, член НСРПН, відоміший своїми намаганнями припинити звірства японської армії під час Нанкінської окупації. Організована за його безпосередньої участі Нанкінська зона безпеки врятувала близько 200000 етнічних китайців в ході Нанкінської різанини.

## Ранні роки
Народився у Гамбурзі. На початку кар'єри побував у Африці. У 1908 році виїхав до Китаю, де працював на китайське відділення компанії Siemens AG.
Рабе хворів на діабет і під час роботи в Нанкіні потребував постійних ін'єкцій інсуліну

## Події в Нанкіні
До кінця 1937 року Нанкін був столицею Китайської республіки. Під час Другої японо-китайської війни головнокомандувач Чан Кайші відвів армію вглиб Китаю, залишивши місто майже без захисту. На початку грудня 1937 року уряд Китайської Республіки фактично перемістився до Уханю.
Після захоплення Нанкіну в середині грудня 1937 року японські військові вчинили серію злочинів, в цілому відомих як «Різанина в Нанкіні». Кількість постраждалих (вбитих) під час цих подій оцінюють від 40.000 до 300.000.
Громадяни країн Західної Європи та Америки, що знаходились тоді в місті, створили Міжнародний комітет, на чолі якого став Джон Рабе. Комітет опікувався Нанкінською зоною безпеки — невеликим районом навколо американського посольства, де було розташовано ряд таборів біженців. Вважається, що завдяки цій зоні вдалося врятувати до 250000 китайців.

## Подальше життя
28 лютого 1938 року Рабе поїхав з Нанкіну. Повернувшись до Німеччини, він виступав з лекціями, демонструючи фотографії на свідчення жахливих дій японських військ.
Після Другої світової війни був заарештований радянськими, а згодом також союзними військами. Як член НСРПН, змушений був пройти процес денацифікації.
З середини 1948 року отримував допомогу (їжу) від китайського комуністичного уряду.
Помер від інсульту 5 січня 1950 року.

## Пам'ять
У 2005 році на базі маєтку Джона Рабе в Нанкіні було створено музей, присвячений Міжнародній зоні безпеки.

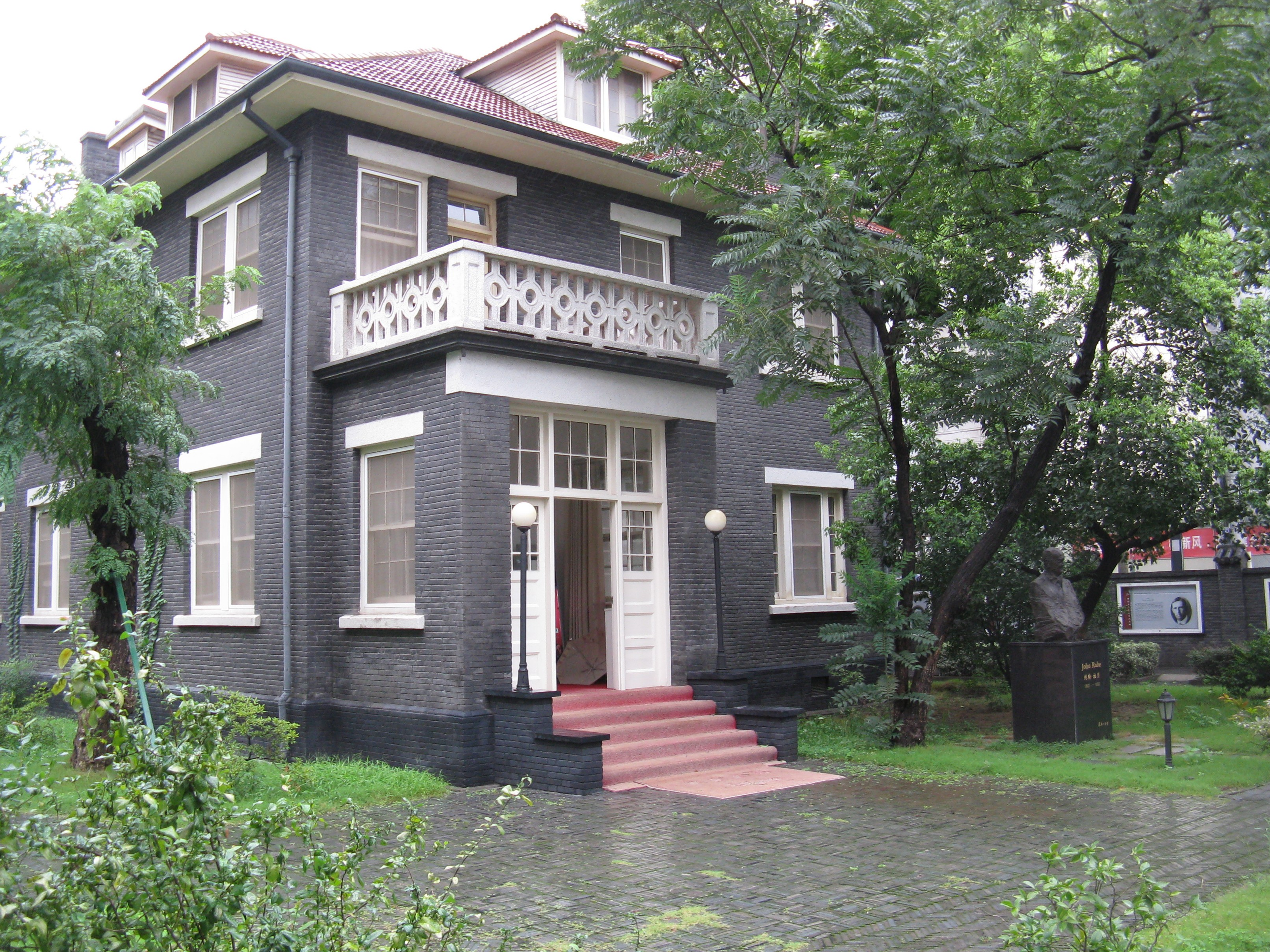
Будинок Джона Рабе в Нанкіні